# Resolutie 2227 Veiligheidsraad Verenigde Naties
Resolutie 2227 van de Veiligheidsraad van de Verenigde Naties werd unaniem door de VN-Veiligheidsraad aangenomen op 29 juni 2015, en verlengde het mandaat van de VN-vredesmacht in Mali met een jaar.

## Achtergrond
Sedert de jaren 1990 hadden de Toearegs in het noorden van Mali hun eigen bestuurlijke zone. Zij probeerden al langer hun regio Azawad los te maken van Mali, maar enkele gevechten in 2006 leidden tot een akkoord met de regering. Na de Libische burgeroorlog in 2011 keerden velen van hen die voor Qadhafi hadden gevochten zwaar bewapend terug naar Mali. Ze begonnen er een veroveringstocht om er gewapenderhand het noorden van het land in te nemen. De regering en het leger konden hen niet de baas en na maanden van ontevredenheid over leiding en uitrusting pleegden soldaten een staatsgreep, waarbij ook president Touré werd verjaagd. Zij richtten een comité voor het herstel van de democratie op, maar droegen de macht over aan een overgangsregime onder leiding van de parlementsvoorzitter na onderhandelingen met de ECOWAS.
In januari 2013 zetten islamitische rebellen opnieuw een offensief naar het zuiden in. Franse grondtroepen ondersteund door troepen uit verschillende Afrikaanse landen zetten een tegenoffensief in en dreven hen terug naar het noorden. In april 2013 werd door middel van resolutie 2100 besloten om een VN-vredesmacht naar het land te zenden.
In juni 2015 werd onder internationale druk een vredesakkoord getekend tussen de regering en twee rebellenallianties, maar dit bleef grotendeels dode letter.

## Inhoud
Op 20 juni 2015 hadden de Malinese regering en de Touaregrebellen een vredesakkoord getekend, waarin de rebellen de onafhankelijkheid van Noord-Mali opgaven in ruil voor meer autonomie. De Veiligheidsraad vond het akkoord evenwichtig en volledig. Eerder waren al wapenstilstanden gesloten, maar terreurorganisaties bleven actief in het Sahelgebied. Het waren vooral de Franse troepen in Mali die hiertegen vochten, terwijl de Europese EUTM Mali-missie opleidingen gaf aan het Malinese leger. De Veiligheidsraad hield gerichte sancties tegen degenen die de uitvoering van het vredesakkoord in de weg stonden achter de hand.
In 2013 had men de MINUSMA-vredesmacht naar Mali gestuurd, maar de ontplooiing ervan verliep te traag. Secretaris-generaal Ban Ki-moon en de lidstaten werden gevraagd spoedig in de nodige troepen en materieel te voorzien. Het mandaat van de missie werd verlengd tot 30 juni 2016. Het maximaal aantal manschappen veranderde niet, maar er werden wel veertig militaire waarnemers toegevoegd om toe te zien op de naleving van het staakt-het-vuren. Ook zou de vredesmacht gaan meewerken aan de uitvoering van het vredesakkoord, waaronder de ontwapening van rebellen en de ontplooiing van Malinese soldaten. Verder kregen de Franse troepen opnieuw toestemming om in te grijpen als MINUSMA ernstig bedreigd werd.

## Verwante resoluties
- Resolutie 2100 Veiligheidsraad Verenigde Naties (2013)
- Resolutie 2164 Veiligheidsraad Verenigde Naties (2014)

Lijst ·  2196 ·  2197 ·  2198 ·  2199 ·  2200 ·  2201 ·  2202 ·  2203 ·  2204 ·  2205 ·  2206 ·  2207 ·  2208 ·  2209 ·  2210 ·  2211 ·  2212 ·  2213 ·  2214 ·  2215 ·  2216 ·  2217 ·  2218 ·  2219 ·  2220 ·  2221 ·  2222 ·  2223 ·  2224 ·  2225 ·  2226 ·  2227 ·  2228 ·  2229 ·  2230 ·  2231 ·  2232 ·  2233 ·  2234 ·  2235 ·  2236 ·  2237 ·  2238 ·  2239 ·  2240 ·  2241 ·  2242 ·  2243 ·  2244 ·  2245 ·  2246 ·  2247 ·  2248 ·  2249 ·  2250 ·  2251 ·  2252 ·  2253 ·  2254 ·  2255 ·  2256 ·  2257 ·  2258 ·  2259